# Rodes K. Myers
Rodes Kirby Myers (* 29. Juni 1900 in Bowling Green, Kentucky; † 10. März 1960) war ein US-amerikanischer Politiker. Zwischen 1939 und 1943 war er Vizegouverneur des Bundesstaates Kentucky.

## Werdegang
Über die Jugend und Schulausbildung von Rodes Myers ist nichts überliefert. Nach einem Jurastudium und seiner Zulassung als Rechtsanwalt begann er auf dem Gebiet des Strafrechts zu arbeiten. Politisch schloss er sich der Demokratischen Partei an. In den Jahren 1936, 1940, 1944, 1948 und 1956 nahm er als Delegierter an den jeweiligen Democratic National Conventions teil.
1939 wurde Myers an der Seite von Keen Johnson zum Vizegouverneur von Kentucky gewählt. Dieses Amt bekleidete er zwischen 1939 und 1943. Dabei war er Stellvertreter des Gouverneurs und Vorsitzender des Staatssenats. Im Jahr 1943 kandidierte er erfolglos in den Gouverneursvorwahlen seiner Partei. Danach ist er politisch nicht mehr in Erscheinung getreten. Er starb am 10. März 1960.